# C*-algebra
C*-algebra's (uitgesproken als "C-ster") vormen een belangrijk gebied van onderzoek in de functionaalanalyse, een deelgebied van de wiskunde.
Een C*-algebra is een Banach-algebra uitgerust met een involutie * zodanig dat voor iedere vector {\displaystyle a} geldt dat {\displaystyle \|aa^{*}\|=\|a\|^{2}.}
Het prototypische voorbeeld van een C*-algebra is een complexe algebra A van lineaire operatoren op een complexe Hilbertruimte met twee extra eigenschappen:
- A is een topologisch gesloten verzameling in de normtopologie van de operatoren.
- A is gesloten onder de operatie van het nemen van toevoegingen van operatoren.

## Definitie
In de context van een Banach-algebra {\displaystyle {\mathcal {A}}} verstaat met onder involutie een afbeelding {\displaystyle *:{\mathcal {A}}\to {\mathcal {A}}} die niet alleen haar eigen inverse is (de gebruikelijke definitie van een involutie) maar die bovendien als volgt de structuur van de Banach-algebra respecteert:
1. {\displaystyle \forall a,b\in {\mathcal {A}}:(ab)^{*}=b^{*}a^{*}}
2. {\displaystyle \forall a,b\in {\mathcal {A}},\forall \lambda ,\mu \in {\mathbb {C} }:(\lambda a+\mu b)^{*}={\overline {\lambda }}a^{*}+{\overline {\mu }}b^{*}}

Een C*-algebra is een Banach-algebra {\displaystyle {\mathcal {A}}} uitgerust met een involutie {\displaystyle *} die voldoet aan de normgelijkheid
{\displaystyle \forall a\in {\mathcal {A}}:\left\|aa^{*}\right\|=\left\|a\right\|^{2}.}

## Voorbeelden

### Vierkante matrices
In de complexe Euclidische vectorruimte {\displaystyle \mathbb {C} ^{n}} wordt de norm van een vector {\displaystyle a=(a_{1},\ldots ,a_{n})} gegeven door
{\displaystyle \|a\|={\sqrt {|a_{1}|^{2}+\cdots +|a_{n}|^{2}}}}
De complexe vectorruimte {\displaystyle {\mathcal {M}}^{n\times n}(\mathbb {C} )} der vierkante complexe {\displaystyle n\times n}-matrices kan worden opgevat als een algebra van lineaire transformaties van {\displaystyle \mathbb {C} ^{n}.} Ze wordt een Banach-algebra door de norm van een matrix te definiëren als
{\displaystyle \|M\|=\sup _{a\in \mathbb {C} ^{n},\|a\|=1}\|Ma\|}
De operatie {\displaystyle *} die een matrix omvormt in zijn complex toegevoegde getransponeerde
{\displaystyle M^{*}=\ ^{\tau }{\overline {M}}}
is een involutie die aan de voorwaarden van een C*-algebra voldoet.

### Complexe getallen
Als bijzonder geval hiervan is {\displaystyle \mathbb {C} } zelf een complexe Banach-algebra, die met de operatie 'toegevoegd complex getal' een C*-algebra wordt.

### Hilbertruimte-operatoren
Algemener vormt de Banach-algebra {\displaystyle B(H)} der continue lineaire transformaties van een Hilbertruimte {\displaystyle H} een C*-algebra voor de involutie die elke operator {\displaystyle A} omvormt in zijn toegevoegde operator {\displaystyle A^{*}}: dit is de unieke afbeelding {\displaystyle A\to A^{*}} die voldoet aan
{\displaystyle \forall x,y\in H:(Ax,y)=(x,A^{*}y)}

### Continue functies
Als {\displaystyle X} een compacte topologische ruimte is, dan is de vectorruimte {\displaystyle C(X)} der complexwaardige continue functies op {\displaystyle X} een Banach-algebra voor de puntsgewijze vermenigvuldiging van functies en voor de maximumnorm
{\displaystyle \|f\|=\max _{x\in X}|f(x)|}
De bewerking die met elke functie haar complex toegevoegde functie associeert, maakt van {\displaystyle C(X)} een (commutatieve) C*-algebra.

### Deelalgebra
Een gesloten Banach-deelalgebra van een gegeven C*-algebra die bovendien stabiel blijft onder de involutie, is opnieuw een C*-algebra. In combinatie met het hogergenoemde voorbeeld {\displaystyle B(H)} levert dit het typische voorbeeld uit de inleidende paragraaf.

## Tegenvoorbeeld
De ruimte {\displaystyle {\mathcal {M}}^{n\times n}(\mathbb {C} )} hierboven, met dezelfde involutie (complex toegevoegde van de getransponeerde matrix) is niet noodzakelijk een C*-algebra als met een andere norm wordt gewerkt, bijvoorbeeld de norm die met een matrix de grootste absolute waarde van een van zijn matrixelementen associeert.